# Xiphocolaptes falcirostris
Xiphocolaptes falcirostris là một loài chim trong họ Furnariidae.

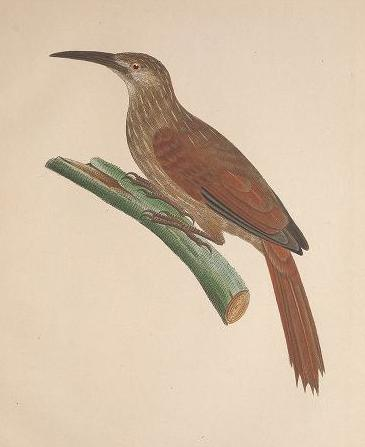